# 大衛·榮松
大衛·榮松（David Jonsson，1993年9月4日—）是一位英国演员和作家，曾參演《異形：羅穆路斯》。
大衛·榮松的童年在倫敦碼頭區渡過。 他的父亲是希思羅機場的一名IT工程师，母亲则在倫敦警察廳。 他自称具有非洲（尼日利亚和塞拉利昂）  、加勒比海和瑞典混血的克里奥尔人血統 。
2016年，大衛·榮松從皇家戏剧艺术学院毕业，並获得表演学士学位。 